# Резня в Сахрыни
Резня в Сахрыни — акция, осуществлённая Армией Крайовой и I-ым крестьянским батальоном, направленная на уничтожение участников Украинской повстанческой армии—ОУН(б), в ходе которой было убито в том числе местное украинское население, произошедшая 10 марта 1944 в селе Сахрынь (польск. Sahryń, Грубешовский уезд, Люблинское воеводство, ныне Польша). Действиями Армии Крайовой руководили поручик Зенон Яхымек («Виктор»), а I-ым крестьянским батальоном — Станислав Басай (псевдоним «Рысь»).
Крестьянские батальоны (БХ) были организованы из колонистов и поляков окружающих сел. Общее число погибших жителей семи сёл во время акции оценивается польскими историками и историками Института Истории АН Украины числом от 200 до 1 300 человек.
В наше время идентифицированы и установлены имена 651 погибших жителей села Сахрынь, по согласованию с польскими властями планируется упорядочение кладбища и сооружение мемориала в память погибших.
Всего в ходе акции в Сахрыни и прилегающих сёлах боевиками АК и БХ было убито более 1 200 украинцев Вопреки утверждениям ветеранов АК, что данная акция была проведена для предупреждения действий против поляков со стороны УПА, последние не имели подразделений в данном районе.

## Предыстория
После Волынской резни к осени 1943 года антипольские акции ОУН(б) и УПА были перенесены на территорию Генерал-губернаторства — в Холмщину и Подляшье, куда для противодействия значительно более сильному, нежели на Волыни, польскому подполью был переброшен ряд отрядов УПА с Волыни. Как указывает польский историк Г. Мотыка, это было сделано после инспекционной поездки Романа Шухевича по Волыни, положительно оценившего результаты операции и указавшего на проведение аналогичных мероприятий в юго-восточных областях оккупированной Польши. С ноября 1943 года эти области стали ареной противостояния между польским подпольем, нашедшим общий язык с советскими партизанами, и объединёнными силами ОУН («Украинский легион самооброны»(31-й батальон СД) и ОУН(б) (УНС, УПА), поддержанные подразделениями дивизии СС «Галичина», располагавшимися в Гайделягере (Чехия), до февраля 1944 года находившимися в подчинении СД и немецкой полиции.
С начала 1944 года началась широкомасштабная антипольская акция в восточной Галиции.
9 февраля 1944 года вышла инструкция низовым подразделениям УПА-Запад: «уничтожить все стены костёлов и прочие польские молитвенные сооружения; уничтожить приусадебные посадки, так чтобы не осталось признаков того, что там кто-либо жил; до 25 февраля уничтожить все дома поляков, а те, в которых сейчас живут украинцы — разобрать».
В течение января-марта 1944 года польские поселения подвергались нападениям отрядов УПА и подразделений дивизии СС «Галичина» — 4 и 5 полков, находившихся в ведении СС и полиции Генерал-губернаторства. Наиболее известной совместной акцией УПА и СС стало уничтожение польской деревни Гута Пеняцкая, возле Сахрыни, где было уничтожено более 800 мирных жителей.
По мере приближения Красной Армии действия ОУН по установлению контроля над территориями становились всё активнее.
5-6 марта 1944 года комендант АК Грубешивского повета М.Голембевский принял решение о совместной с БХ «превентивно-ответной» акции против ряда поселений, в которых размещались посты немецкой «украинской» полиции или были размещены «станицы» ОУН(б) — УПА. Целями было выбрано 11 сёл, среди которых были Прихориле, Ментке, Шиховичи, Теребинь, Стрижинец, Турговичи, Сахрынь и 5 других.

## Ход событий
К началу атаки АК и БХ в Сахрыни размещался персонал гарнизона немецкой «украинской» полиции, отделение (16 человек) 5-го полицейского полка добровольческой дивизии СС-Галиция, отряд самообороны (всего до 60 человек), а также активисты и члены ОУН(б) и УПА .
Польские силы насчитывали более 500 человек, из них непосредственно в акции принимало 200—300 человек. После подавления незначительного сопротивления значительное число строений села было подожжено, а часть жителей (этнических украинцев и русин) была убита.
Общее число погибших во время акции в Сахрыни оценивается польскими историками   и историками Института Истории АН Украины числом не менее 200 человек.
В это число входит персонал гарнизона немецкой «украинской» полиции, отделение (16 человек) 5-го полицейского полка добровольческой дивизии СС-Галиция, отряд самообороны (всего до 60 человек), а также активисты и члены ОУН(б) и УПА.
Всего до 11 марта 1944 года в Грубешивском повете подразделениями АК и БХ были совершены нападения на 11 населенных пунктов с преобладающим этнически украинским и русинским населением, которые были частично сожжены.
По данным УДК было убито и сгорело в огне до полутора тысяч человек, подавляющее большинство из которых было гражданским населением (включая женщин и детей).

## Последующие события
Находившиеся в районе части 5-го полицейского полка добровольческой дивизии СС-Галиция и три роты 31-го батальона СД («Волынского легиона самообороны») при участии отрядов УПА провели «ответные» акции, в результате которых был уничтожен ряд польских поселений и имелись жертвы среди мирного населения — этнических поляков. I Батальон Хлопский под командованием Ст. Басая (Рысь) и часть польского населения отошли в леса Пущи Сольской Белограйского повята, оставив регион на откуп ОУН(б)- УПА, подразделения которой уже 1 апреля дотла сожгли польское село Остров.

## Оценка событий
В рапорте от 29 апреля 1944 года один из руководителей польского подполья Грубешовского повета крайне негативно характеризовал мартовские события. По его мнению, местное руководство нарушило планы подполья и вместо организации обороны польских сёл и ликвидации только лидеров и руководителей ОУН-УПА, перешло к «акциям возмездия против „русинских“ сёл» и при участии людей из Томашевского повета (туда прибыло много беженцев-поляков с Волыни) начало сжигать «русинские сёла» и убивать первых попавшихся на глаза жителей. Эти действия вызвали ответные акции со стороны украинцев и немцев, объектами которых стали также безоружные поляки — так как отряды АК и БХ сразу после «антиукраинских акций» отошли в безопасные леса.
В итоге вместо действий по дезорганизации немецкого тыла был спровоцировано локальное этническое украино-польское противостояние, длившееся до прихода Красной Армии (июнь- июль 1944 года), жертвами которого с каждой из сторон стали от 3-х до 4-х тысяч гражданских лиц.

## Историография
В работах публицистов и авторов работ, вышедших на Западной Украине с начала 1990-х годов, число жертв в Сахрыни подаётся в диапазоне 750—1 300 человек, а численность польских отрядов указывается до 3 000 человек.
Аналогичные данные можно встретить и в публикациях различных правых общественно-политических организаций Западной Украины.
В работах отдельных авторов, представляющих официальную историографию ОУН(б), можно встретить утверждения о том, что события на Холмщине и Люблинщине весной 1942 года спровоцировали уничтожение поляков на Волыни весной 1943 года.

## В современной Польше
В начале XXI века Комиссией по расследованию преступлений против польских граждан Люблинского филиала Института Национальной Памяти Республики Польша начато расследование событий весны 1944 года в Грубешовском повете (включая события 9 и 10 марта 1944 в Сахрыни).
В современной Польше совместной польско-украинской рабочей группой в 2009 году на месте событий установлен мемориал погибшим.